# Böttcherstraße 29 (Stralsund)

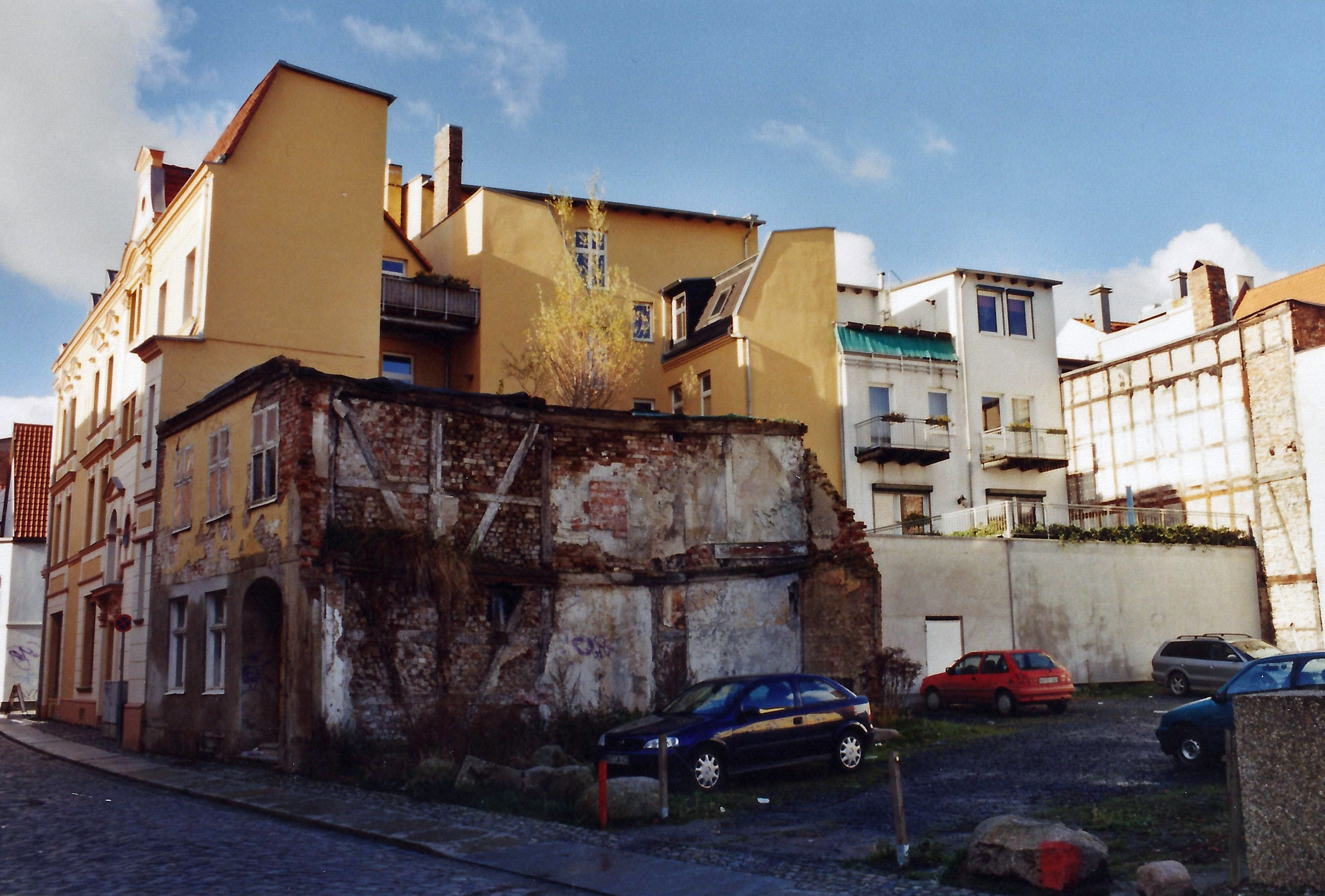
Das Haus Böttcherstraße 29 in Stralsund (2004)

Das Gebäude mit der postalischen Adresse Böttcherstraße 29 war ein denkmalgeschütztes Bauwerk in der Böttcherstraße in Stralsund.
Das zweigeschossige und dreiachsige, traufständige Haus wurde in der Mitte des 18. Jahrhunderts errichtet; im Jahr 1907 wurde ein großes, übergiebeltes Zwerchhaus aufgesetzt. Ein korbbogiges Portal war in der rechten Achse angeordnet, es stammte aus der Mitte des 19. Jahrhunderts.
Am 4. August 1999 stürzte das Nachbarhaus Böttcherstraße 28 ein, dabei wurde auch das Gebäude Nr. 29 stark beschädigt, so dass es bis auf das Erdgeschoss abgerissen werden musste. Im Jahr 2006 wurde auch der Rest abgetragen.
Das Haus lag im Kerngebiet des von der UNESCO als Weltkulturerbe anerkannten Stadtgebietes des Kulturgutes „Historische Altstädte Stralsund und Wismar“. In die Liste der Baudenkmale in Stralsund von 1999 war es mit der Nummer 115 eingetragen.
In dem Gebäude wurde im Jahr 1891 die Ortsgruppe der Sozialdemokratischen Partei Deutschlands (SPD) gegründet.